# Dubravko Kolinger
Dubravko Kolinger (* 29. November 1975 in Rastatt) ist ein deutsch-kroatischer Fußballtrainer und ehemaliger Fußballspieler.

## Karriere

### Als Spieler
Kolinger begann seine Karriere beim SV Bühlertal. 1993 wechselte er in die Jugendabteilung des Karlsruher SC. Am 26. April 1997 gab er sein Debüt in der Bundesliga. Zuvor war er bereits für die Amateure aktiv. 1998 wechselte er zu Kickers Offenbach und nach weiteren zwei Jahren wurde er zum FC St. Pauli transferiert. Mit St. Pauli gelang Kolinger am Ende der Saison 2000/01 der Aufstieg in die Bundesliga. In der folgenden Saison stieg er jedoch mit St. Pauli direkt wieder ab. 2003 verließ er St. Pauli und hielt sich bei seinen folgenden Stationen 1. FC Schweinfurt 05, SSV Jahn Regensburg, TuS Koblenz und SV Elversberg jeweils nur ein Jahr auf. 2007 wechselte er zur zweiten Mannschaft des VfB Stuttgart. Kolinger qualifizierte sich mit dem VfB II für die neue 3. Profi-Liga. Nach der Saison 2008/09 lief Kolingers Vertrag beim VfB aus und wurde nicht verlängert. Im Januar 2010 wechselte Kolinger zum FC Nöttingen in die Oberliga Baden-Württemberg, nachdem er sich entschied, seine Profikarriere zu beenden. Dort verabschiedete er sich nach der Saison 2011/12 mit einem Tor im letzten Spiel. Seit Sommer 2012 spielt er neben seiner Trainerkarriere bei der Alt-Herren Mannschaft des FC Unitas '71 Karlsruhe, nachdem er zuvor bereits im Karlsruher SC Allstars Team auflief.

### Als Trainer
In seiner zweiten Saison in Nöttingen, wurde er 2011 spielender Co-Trainer des Vereines. Nachdem er seine aktive Karriere im Sommer 2012 beendet hatte, rückte er als Chef-Trainer der U17 des FC Nöttingen auf. Ab Sommer 2013 war Kolinger Chef-Trainer des FV 1918 Muggensturm. Am 25. September 2014 trennte sich der Bezirksligist einvernehmlich von Kolinger, dessen Nachfolge trat vorübergehend der Co-Trainer Daniel Jilg an. Im November 2014 übernahm er wieder die U17 des FC Nöttingen, zur Saison 2016/17 wurde er dort Cheftrainer. Seine Tätigkeit beim FC Nöttingen endete nach der Saison 2017/2018. Von Januar 2019 bis zum Oktober 2020 war er anschließend Trainer des Verbandsligisten FC Germania Friedrichstal.